# Aeroporto Internazionale di Goma
L'aeroporto Internazionale di Goma (IATA: GOM, ICAO: FZNA) è un aeroporto che serve Goma, una città della Repubblica Democratica del Congo, in Africa.

## Storia

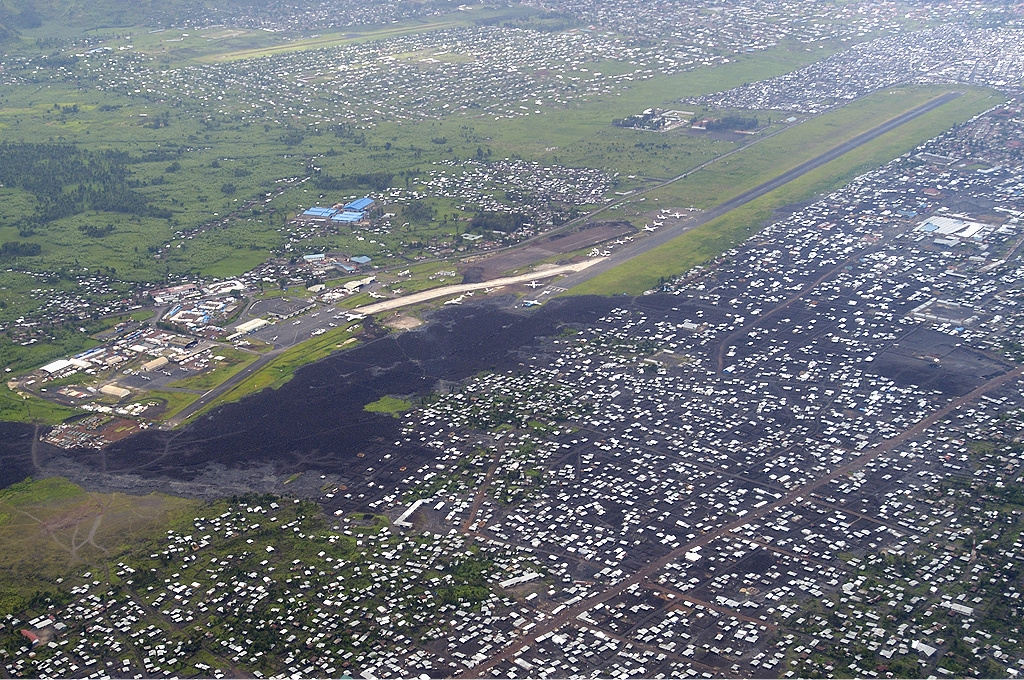
Una vista dell'aeroporto dall'alto dopo l'eruzione del 2002.

Inizialmente costruito con una pista pavimentata di 3 000 metri e un ampio terminal e piazzale, l'aeroporto non si è ripreso dall'eruzione del 2002 del vulcano Nyiragongo, 14 km a nord. L'aeroporto non ha potuto gestire alcun velivolo a fusoliera larga, tranne che per le operazioni di trasporto merci gestite dalle agenzie di soccorso e dalle Nazioni Unite. Un flusso di lava fluida di 200 m per 1 000 m di larghezza si è riversato sulla pista e ha attraversato il centro della città fino alla riva del lago, ricoprendo i 1 000 m settentrionali della pista e isolando il terminal e il piazzale, che erano collegati solo da una via di rullaggio all'estremità settentrionale. La lava è facilmente visibile nelle fotografie satellitari e gli aerei possono essere visti utilizzare la sezione meridionale di 2 000 m della pista che è libera dalla lava. A lato della parte operativa della pista è stato realizzato un piazzale temporaneo. Nel dicembre 2012, un appaltatore ha iniziato i lavori di pulizia e recinzione dell'aeroporto. Nel febbraio 2017, le immagini satellitari hanno mostrato che la pista non era ancora stata riparata nel punto in cui si erano verificati i danni causati dalla lava.
I notiziari hanno inizialmente indicato che la lava dell'eruzione del Nyiragongo del 2021 aveva raggiunto l'aeroporto. In seguito è stato confermato che l'aeroporto non aveva subito danni.

## Utilizzo militare
L'aeroporto Internazionale di Goma è utilizzato sia dall'aeronautica militare della Repubblica Democratica del Congo che dalle forze di pace della MONUSCO.

## Incidenti
- Il 15 aprile 2008, il volo Hewa Bora Airways 122, operato da un Douglas DC-9 immatricolato 9Q-CHN, è uscito di pista durante il decollo e si è schiantato sul mercato immediatamente a sud dell'aeroporto, provocando la morte di 3 passeggeri e 37 persone a terra.[6]
- Il 19 novembre 2009, il volo 3711 della Compagnie Africaine d'Aviation, operato con un McDonnell Douglas MD-82 (immatricolato 9Q-CAB) e proveniente da Kinshasa, ha oltrepassato la pista in fase di atterraggio, subendo ingenti danni. L'area era contaminata da lava solidificata.[7]
- Il 4 marzo 2013, un Fokker F50 della Compagnie Africaine d'Aviation (immatricolato 9Q-CBD) proveniente da Lodja si è schiantato in fase di atterraggio sotto una forte pioggia, in un'area residenziale alle 17:55 ora locale. Tra i 9 a bordo, 6 sono rimasti uccisi.[8]
- Il 24 novembre 2019, un Dornier Do 228 di Busy Bee Congo in rotta verso l'aeroporto di Beni è precipitato poco dopo il decollo da Goma. Ci furono almeno 27 vittime, compresi alcuni a terra.[9]